# Metriochroa inferior
Metriochroa inferior är en fjärilsart som först beskrevs av Filippo Silvestri 1914.  Metriochroa inferior ingår i släktet Metriochroa och familjen styltmalar.
Artens utbredningsområde är Eritrea. Inga underarter finns listade i Catalogue of Life.